# 1997 UU2
1997 UU2 är en asteroid i huvudbältet som upptäcktes den 25 oktober 1997 av de båda japanska astronomerna Takeshi Urata och Tetsuo Kagawa vid Nihondaira-observatoriet.
Asteroiden har en diameter på ungefär 6 kilometer.